# 남산초등학교 발산분교
남산초등학교 발산분교는 대한민국 강원특별자치도 춘천시 남면 발산리 77-3에 있었던 공립 초등학교이다.

## 연혁
- 1947년 9월 20일 발산공립국민학교로 개교(설립인가 9월 15일)
- 1996년 3월 1일 발산초등학교로 개칭
- 2000년 9월 1일 남산초등학교 발산분교장으로 편입
- 2006년 3월 1일 폐교